# Yvetta Blanarovičová
Yvetta Blanarovičová (ur. 24 września 1963 w Bojnicach) – słowacka aktorka i piosenkarka. W 1996 roku otrzymała nagrodę Talii (Cena Thálie) za rolę w musicalu „My Fair Lady”.

## Filmografia (wybór)
- „Noc smaragdového měsíce” (1985)
- „O princezně Jasněnce a létajícím ševci” (1987)
- „Vrať se do hrobu!” (1990)
- „Golet v údolí” (1995)